# Neomochtherus deserticolus
Neomochtherus deserticolus är en tvåvingeart som först beskrevs av Karsch 1888.  Neomochtherus deserticolus ingår i släktet Neomochtherus och familjen rovflugor.
Artens utbredningsområde är Kenya. Inga underarter finns listade i Catalogue of Life.